# François Pervis
François Pervis (n. 16 octombrie 1984, Château-Gontier, Pays de la Loire, Franța) este un ciclist francez, medaliat olimpic. A participat la 2 ediții ale Jocurilor Olimpice (2008, 2016) în care a câștigat o medalie de bronz.